# 241
| [ Edytuj tabelę ] |                                         |
| Władca Korei      | - 227 Tongch’ŏn 248                     |
| Papież            | - 236 Fabian 250                        |
| Król Persji       | - 224 Ardaszir I 241 - 241 Szapur I 272 |
| Cesarz Rzymu      | - 238 Gordian III 244                   |

Rok 241 / CCXLI
stulecia: II wiek ~
III wiek ~
IV wiek

lata: 231 «
236 «
237 «
238 «
239 «
240 «
241
» 242
» 243
» 244
» 245
» 246
» 251

## Wydarzenia
- Cesarz rzymski Gordian III poślubił Sabinę Trankwilinę, córkę Tymezyteusza.
- Szapur I został królem sasanidzkiej Persji
- Tymezyteusz został prefektem pretorianów.
- Walki Rzymian z Persami: Szapur I zdobył Hatrę.

## Zmarli
- Ardaszir I, król Persji (lub 240?)